# Live in Tokyo (Maxophone)
Live in Tokyo è stato registrato dal vivo nel 2013 al Club Città di Kawasaki (Tokyo) in occasione dell’"Italian Progressive Rock Festival", è il primo e ad oggi unico album live dei Maxophone. Oltre a brani già noti, contiene l'inedito "L'Isola", il primo brano che compose la band nel 1972 e mai rilasciato fino ad allora; e "Guardian Angel", un'anteprima dal nuovo album.

## Tracce
1. Antiche Conclusioni Negre
2. L'Isola
3. Elzeviro
4. Fase
5. Al Mancato Compleanno Di Una Farfalla
6. Mercanti Di Pazzie
7. Guardian Angel
8. Iur Fuiding Star (Il Fischio Del Vapore)
9. C'e' Un Paese Al Mondo